# ヴェルメッツォ・コン・ゼーロ
ヴェルメッツォ・コン・ゼーロ（伊: Vermezzo con Zelo）は、イタリア共和国ロンバルディア州ミラノ県にある、人口約5,800人の基礎自治体（コムーネ）。
2019年2月8日にヴェルメッツォとゼーロ・スッリゴーネが合併して新自治体が発足した。

## 地理

### 位置・広がり

#### 隣接コムーネ
隣接するコムーネは以下の通り。
- アッビアテグラッソ
- アルバイラーテ
- ガッジャーノ
- グード・ヴィスコンティ
- モリモンド

### 地震分類
また、イタリアの地震リスク階級 (it) では、zona 4 (sismicità molto bassa) に分類される
。

## 行政

### 分離集落
ヴェルメッツォ・コン・ゼーロには、以下の分離集落（フラツィオーネ）がある。
- Cascina Grande, Cascina Maiocchi, Longali, Ravello